# Сазонов, Виталий Захарович
Виталий Захарович Сазонов (4 апреля 1947, Сибирь — 6 сентября 1986, Мюнхен) — советский художник, живописец и график, участник нонконформистского искусства.

## Биография
Сазонов родился 4 апреля 1947 года в Забайкалье в семье военнослужащего. С 1952 года семья неоднократно переезжала с места на место, сначала в Закарпатье, потом в Крым, в Одессу. Три года Виталий учился в Одесском университете на историко-философском факультете, отделение археологии, но в 1968 году бросает университет.
С 1972 года художник общается с одесскими нонконформистами. В 1975 году в эстонском городе Тарту принимает участие в выставке вместе с местными художниками. В этом же году художник переезжает в Москву.
С 1976 по 1980 годы Сазонов принимает участие во многих выставках неофициального искусства, сначала «квартирных», а позже организуемых Московским городским комитетом художников-графиков, членом которого он становится (эти выставки проходили в экспозиционных залах на Малой Грузинской ул., 28).
Сазонов участвует в первой выставке Московского горкома художников-графиков как член группы двадцати московских художников в 1978 году, а также и во второй выставке группы в 1979 году, к которой вышел небольшой каталог.
В 1980 году состоялась персональная выставка Сазонова на Малой Грузинской, 28.
В этом же году Сазонов покидает Советский Союз, но продолжает работать как художник.
6 сентября 1986 года Сазонов умер в Мюнхене в возрасте 39 лет.

## Творчество
Его живописные произведения камерны и прекрасно вписываются в интерьер, цветовые сочетания, игра линий и форм «приятны» глазу. Его беспредметные композиции многослойны и в прямом и в переносном смысле. По словам самого художника, он был увлечён теориями В. Кандинского, К. Малевича.
Включён в Реестр профессиональных художников Российской империи, СССР, «русского зарубежья», Российской Федерации и республик бывшего Советского Союза (XVIII—XXI вв.) как «художник двумерного пространства».

## Выставки
1. Тартуская художественная выставка. г. Тарту, Тартуский государственный художественный музей. Сентябрь 1975 г.
2. Участник «квартирных выставок». 1975 г.
3. Участник первой общей выставки секции живописи. Москва. Московский Объединенный комитет художников-графиков. 1977. г.
4. Выставка 20 московских художников — живопись, графика. Москва, Московский Объединенный комитет художников-графиков. Март 1978 г.
5. Выставка художников Виталия Сазонова и Надежды Гайдук. Живопись. г. Москва, Московский Объединенный комитет художников-графиков. Октябрь 1978 г.
6. Вторая выставка двадцати московских художников. г. Москва, Московский Объединенный комитет художников-графиков, 1979 г.
7. Выставка работ Виталия Сазонова. Мюнхен, Германия. Украинский вольный университет. Июнь 1981.
8. Персональная выставка работ. Köln, Altstadtatelier Galerie. 1982.
9. Персональная выставка работ. Hude, Klostermühle Galerie. 1982.
10. Выставка в Торонто, Канада. 1982.
11. Персональная выставка работ. Bonn, Schlossgalerie. 1983.
12. Персональная выставка работ. Soest, Take Galerie. 1983.
13. Выставка в Бремене. 1983.
14. Персональная выставка работ. Canberra, Manuka Galerie. 1984.
15. Персональная выставка работ. Karlsruhe, Hardy Schneider-Sato Galerie. 1984.
16. Выставка работ во Франкфурте. 1985.
17. Выставка работ. Malmö, SDS Galerie. 1985.
18. Выставка работ. Melbourne, Bibra Galerie. 1985.
19. Выставка работ. Toronto, Canadian-Ukrainian Art Foundation. 1985.
20. Выставка работ. Rom, Venedig, Edmonton. 1985.
21. Персональная выставка работ (посмертная). Москва, галерея М’арс. май 2008 г.
Кроме того, принимал участие в ряде выставок, проходивших с 1974 по 1984 гг. в городах — Одессе, Вашингтоне, Нью-Йорке, Лондоне, Мюнхене, Чикаго, Метце, Детройте, Далласе, Париже, Барселоне.
Его работы хранятся в частных собраниях в России и за рубежом.

## Публикации работ
- Каталог выставки произведений художников города Тарту. Тартуский государственный художественный музей. Тарту, 1975, с. 31 (на эстонском языке).
- Вторая выставка двадцати московских художников. Каталог. Живопись. Московский объединенный комитет художников-графиков профсоюза работников культуры. М., 1979, с. 13.
- Vitalij Sazonow. Bilder, Collagen. Ukrainische Künstler der Gegenwart. München, 1984.
- Rethinking Russia. Ed. by Madhavan K. Palat & Geeti sen. India International Centre. New Delhi, 1994. Cover: Composition in tempera and oil, 1978, by V.Z.Sazonov.